# Komárov (Opava)
Komárov (něm. Komorau, polsky Komarów) je evidenční část statutárního města Opavy, tvořící většinu katastrálního území Komárov u Opavy. Samosprávná městská část Komárov je tvořena celou evidenční části Komárov. Komárov se rozkládá jihovýchodně od centra města Opavy, na pravém břehu řeky Opavy.
Mimo vlastního Komárova je zástavba tvořená ještě Kravařovem, který v minulosti náležel k sousednímu katastrálnímu území Suché Lazce. V současnosti však zástavba Komárova a Kravařova tvoří v podstatě jednotný urbanistický celek. Statisticky se území městské části Komárov člení na základní sídelní jednotky Komárov I, Komárov II, Kravařov, Kylešovická osada, Podhoří.
K 1. lednu 2009 zde[kde?] žilo 1412 obyvatel.

## Historie
První písemná zmínka o Komárovu pochází z roku 1350. První písemná zmínka o Kravařovu pochází z roku 1575.
Území městské části leží po obou stranách historické hranice vlastního Českého Slezska a Moravských enkláv ve Slezsku.
Do roku 1970 byl Komárov samostatnou obcí, poté byl k 1. únoru 1970 přičleněn k Opavě jako její část obce. K témuž dni byl k Opavě připojen i sousední Kravařov, dosud součást Suchých Lazců, a současně vzniklo i samostatné katastrální území Kravařov. K 1. lednu 1980 pak Kravařov přišel o status části obce a stal se plnou součástí Komárova.

## Doprava
Středem městské části prochází frekventovaná silnice I/11 spojující Opavu s Ostravou, kolem severního okraje Komárova prochází železniční trať Ostrava-Svinov – Opava východ. Železniční stanice Opava-Komárov byla rekonstruována v rámci elektrizace trati. Do městské části jsou zavedeny mj. čtyři autobusové linky MHD (211, 214, 220 a 223), které provozuje Městský dopravní podnik Opava.
Příměstské linky (257, 258, 263, 264, 270, 920, 910120) provozují Z-Group bus a Transdev Morava.

## Pamětihodnosti
- Farní kostel sv. Prokopa z počátku 20. století
- Raně barokní kaple z roku 1711 při cestě do Kylešovic

## Slavní rodáci
- Virgil Kinzel (1910–1998), broumovský benediktin, 2. broumovský opat v exilu v Rohru
- Václav Rusek (1928–2016), český historik farmacie a vysokoškolský pedagog
- Antonín Satke (1920–2008), český folklorista, etnolog a dialektolog
- Vladimír Neuwirth (1921–1998), katolický myslitel